# ريموند الأول كونت بليارش
ريموند الأول (المتوفي عام 920) هو أول كونت لبليارش وريباغورثا من عام 872 م وحتى وفاته. والده هو الكونت البشكنسي لوبوس الأول كونت بيجور بعد مقتل برنارد الثاني كونت تولوز، استقل ريموند بحكم بليارش وريباغورثا، عن مملكة الفرنجة الغربيين.
وعلى الفور، بادر ريموند بالتحالف مع بني قسي حكام وشقة وسرقسطة، بل واشترى منهم سرقسطة عام 884، تمامًا قبل أن يستعيدها الأمير محمد بن عبد الرحمن، شهد عهده بناء الحصون في بليارش وريباغورثا، ونشر الأبراج الدفاعية. كما بنى الحصون في لوفاليه وكاستيلوس وليمغنانو. كما عززت ريموند استقلاله بتأسيس أبرشية بليارش، وليتمكن من السيطرة على الكنيسة المحلية. تحالف ريموند أيضًا مع مملكة نافارا، فزوّج أخته داديلديس البليارشية من غارسيا خيمينيز ملك نافارا، وفي عام 905، تعاون مع ألفونسو الثالث ملك أستورياس وعبد الله بن محمد بن لب القسوي في الإطاحة بحكم فرتون غارسيز ملك نافارا لصالح ابن أخته سانشو الأول ملك نافارا. في عام 904، هاجمه لب بن محمد القسوي، وأسر 700 من رجاله، بينهم ابنه ووريثه إيسران. وفي عام 907، فقد معظم أراضي ريباغورثا بما فيها روطة ومونتبيدروس لصالح محمد بن عبد الملك الطويل، ليحكم فعليًا بليارش فقط. وقد توفي ريموند عام 920.